# Pedro de León (conquistador)
Pedro de León (El Viso del Alcor, c. 1510-Reino de Chile, post. 1616) fue un conquistador español que participó en diversos acontecimientos relacionados con la Conquista del Tahuantinsuyo, el descubrimiento y la conquista de Chile y la Guerra de Arauco. Estuvo presente en la fundación de diversas ciudades y ocupó el cargo de regidor.

## Biografía
Nació en la localidad de El Viso del Alcor, en Andalucía, hijo de Pedro de León y María Fernández. Sus diversos registros mencionan diferentes años de nacimiento, oscilando entre el 1500 y 1534. Era de origen humilde («buen cristiano» y «hombre honrado»). Su hermano, Francisco de León, también formó parte de la conquista de Chile.
Viajó a América el 16 de julio de 1535 con dirección al Perú. Allí sirvió a las órdenes de Francisco Pizarro durante la rebelión de Manco Inca, parte de la Conquista del Tahuantinsuyo. Posterior a esto, participó en una expedición liderada por Pedro de Candía al descubrimiento de la provincia de los indios chunchos. De dicha expedición, calificada de horrorosa, León regresó como uno de los 80 sobrevivientes de un contingente original de 300 hombres. Inmediatamente después, tomó parte en otra expedición dirigida por el mismo capitán Candía junto a Diego de Rojas a las tierras de los indios chiriguanes, que resultó igual de vana que la anterior. Tras esta expedición, partió al Tarapacá donde se unió a la expedición de Pedro de Valdivia a Chile, que había salido del Cuzco el 20 de enero de 1540. En el valle de Atacama, «donde pasó grandísima hambre», ayudó a «deshacer un fuerte que los naturales tenían hecho», y posteriormente, al llegar al valle del Mapocho, tomó parte en la población de la nueva ciudad de Santiago y luchó en su defensa contra los indígenas que se alzaron. Junto a esta expedición estuvo en la fundación de La Serena en 1544.
Luchó en la Guerra de Arauco y, tras repoblar La Serena en 1549, tomó parte en la Batalla de Andalién y en la defensa de Penco. Estuvo presente en las fundaciones de Concepción, La Imperial, Valdivia y Villarrica.  Acompañó a Valdivia en sus expediciones hasta el Canal de Chacao.
Fue vecino encomendero en La Imperial y ahí se residió los años posteriores al Desastre de Tucapel. En 1557 vuelve a Santiago con Francisco de Villagra y toma parte en la Batalla de Mataquito, en la cual muere Lautaro. Posteriormente militó en las fuerzas del marqués de Cañete y después volvió a La Imperial, en donde fue regidor en 1559. El marqués le concedió un repartimiento de indios en Curalaba como premio por sus servicios, aunque posteriormente se los quitó y le concedió en cambio un repartimiento de indios apaltas en Santiago.
Felipe II de España le concedió un feudo, cargos y un escudo en 1554. Volvió a La Imperial, donde fue vecino feudatario y regidor entre 1558 y 1559, acompañado de su descendencia.

## Heráldica
El Rey Felipe le concedió el siguiente escudo de armas en 1554:
Cortado y medio partido: 1.º, de azur, sobre un prado de sinople, un cabllero a caballo, armado de oro y plata, almete plumado de sinople, oro y gules, lanza con bandera de oro cargada de águila explayada y el sable en la mano diestra; 2.º, de plata, león de propio rampante con un castillo de gules en la mano; 3.º, de sinople, el grifón de oro, teniendo en una mano corona de oro; bordura del todo de oro y el mote en letras de sable: «NOBILITAT ANIMOS VIRTVS NON ACTA PARENTVM».

## Genealogía[8]
|                   |                   |                   |                   |                   |                   |  |  |                        |                        |                         |                         |                         |                         |                         |                         |               |               | Pedro de León | Pedro de León | Pedro de León | Pedro de León | Pedro de León | Pedro de León |                      |                      |                      |                      |                      |                      | María Fernández | María Fernández | María Fernández     | María Fernández     | María Fernández     | María Fernández     |                             |                             |                             |                             |                             |                             |                    |                    |                    |                    |  |  |                        |                        |                        |                        |                        |                        |  |  |                   |                   |                   |                   |                   |                   |
|                   |                   |                   |                   |                   |                   |  |  |                        |                        |                         |                         |                         |                         |                         |                         |               |               | Pedro de León | Pedro de León | Pedro de León | Pedro de León | Pedro de León | Pedro de León |                      |                      |                      |                      |                      |                      | María Fernández | María Fernández | María Fernández     | María Fernández     | María Fernández     | María Fernández     |                             |                             |                             |                             |                             |                             |                    |                    |                    |                    |  |  |                        |                        |                        |                        |                        |                        |  |  |                   |                   |                   |                   |                   |                   |
|                   |                   |                   |                   |                   |                   |  |  |                        |                        |                         |                         |                         |                         |                         |                         |               |               |               |               |               |               |               |               |                      |                      |                      |                      |                      |                      |                 |                 |                     |                     |                     |                     |                             |                             |                             |                             |                             |                             |                    |                    |                    |                    |  |  |                        |                        |                        |                        |                        |                        |  |  |                   |                   |                   |                   |                   |                   |
|                   |                   |                   |                   |                   |                   |  |  |                        |                        |                         |                         |                         |                         |                         |                         |               |               |               |               |               |               |               |               |                      |                      |                      |                      |                      |                      |                 |                 |                     |                     |                     |                     |                             |                             |                             |                             |                             |                             |                    |                    |                    |                    |  |  |                        |                        |                        |                        |                        |                        |  |  |                   |                   |                   |                   |                   |                   |
|                   |                   |                   |                   |                   |                   |  |  |                        |                        | Pedro de León Fernández | Pedro de León Fernández | Pedro de León Fernández | Pedro de León Fernández | Pedro de León Fernández | Pedro de León Fernández |               |               |               |               |               |               |               |               |                      |                      |                      |                      |                      |                      |                 |                 |                     |                     |                     |                     | Francisco de León Fernández | Francisco de León Fernández | Francisco de León Fernández | Francisco de León Fernández | Francisco de León Fernández | Francisco de León Fernández |                    |                    |                    |                    |  |  | María López de Ahumada | María López de Ahumada | María López de Ahumada | María López de Ahumada | María López de Ahumada | María López de Ahumada |  |  |                   |                   |                   |                   |                   |                   |
|                   |                   |                   |                   |                   |                   |  |  |                        |                        | Pedro de León Fernández | Pedro de León Fernández | Pedro de León Fernández | Pedro de León Fernández | Pedro de León Fernández | Pedro de León Fernández |               |               |               |               |               |               |               |               |                      |                      |                      |                      |                      |                      |                 |                 |                     |                     |                     |                     | Francisco de León Fernández | Francisco de León Fernández | Francisco de León Fernández | Francisco de León Fernández | Francisco de León Fernández | Francisco de León Fernández |                    |                    |                    |                    |  |  | María López de Ahumada | María López de Ahumada | María López de Ahumada | María López de Ahumada | María López de Ahumada | María López de Ahumada |  |  |                   |                   |                   |                   |                   |                   |
|                   |                   |                   |                   |                   |                   |  |  |                        |                        |                         |                         |                         |                         |                         |                         |               |               |               |               |               |               |               |               |                      |                      |                      |                      |                      |                      |                 |                 |                     |                     |                     |                     |                             |                             |                             |                             |                             |                             |                    |                    |                    |                    |  |  |                        |                        |                        |                        |                        |                        |  |  |                   |                   |                   |                   |                   |                   |
|                   |                   |                   |                   |                   |                   |  |  |                        |                        |                         |                         |                         |                         |                         |                         |               |               |               |               |               |               |               |               |                      |                      |                      |                      |                      |                      |                 |                 |                     |                     |                     |                     |                             |                             |                             |                             |                             |                             |                    |                    |                    |                    |  |  |                        |                        |                        |                        |                        |                        |  |  |                   |                   |                   |                   |                   |                   |
| Francisca de León | Francisca de León | Francisca de León | Francisca de León | Francisca de León | Francisca de León |  |  | Juan Jiménez Gutiérrez | Juan Jiménez Gutiérrez | Juan Jiménez Gutiérrez  | Juan Jiménez Gutiérrez  | Juan Jiménez Gutiérrez  | Juan Jiménez Gutiérrez  |                         |                         | Lucía de León | Lucía de León | Lucía de León | Lucía de León | Lucía de León | Lucía de León |               |               | Ginés de Rojas Núñez | Ginés de Rojas Núñez | Ginés de Rojas Núñez | Ginés de Rojas Núñez | Ginés de Rojas Núñez | Ginés de Rojas Núñez |                 |                 | Lucía de León López | Lucía de León López | Lucía de León López | Lucía de León López | Lucía de León López         | Lucía de León López         |                             |                             | Juan Pérez Gavilán          | Juan Pérez Gavilán          | Juan Pérez Gavilán | Juan Pérez Gavilán | Juan Pérez Gavilán | Juan Pérez Gavilán |  |  | Juana de León López    | Juana de León López    | Juana de León López    | Juana de León López    | Juana de León López    | Juana de León López    |  |  | Tomás de Gallegos | Tomás de Gallegos | Tomás de Gallegos | Tomás de Gallegos | Tomás de Gallegos | Tomás de Gallegos |
| Francisca de León | Francisca de León | Francisca de León | Francisca de León | Francisca de León | Francisca de León |  |  | Juan Jiménez Gutiérrez | Juan Jiménez Gutiérrez | Juan Jiménez Gutiérrez  | Juan Jiménez Gutiérrez  | Juan Jiménez Gutiérrez  | Juan Jiménez Gutiérrez  |                         |                         | Lucía de León | Lucía de León | Lucía de León | Lucía de León | Lucía de León | Lucía de León |               |               | Ginés de Rojas Núñez | Ginés de Rojas Núñez | Ginés de Rojas Núñez | Ginés de Rojas Núñez | Ginés de Rojas Núñez | Ginés de Rojas Núñez |                 |                 | Lucía de León López | Lucía de León López | Lucía de León López | Lucía de León López | Lucía de León López         | Lucía de León López         |                             |                             | Juan Pérez Gavilán          | Juan Pérez Gavilán          | Juan Pérez Gavilán | Juan Pérez Gavilán | Juan Pérez Gavilán | Juan Pérez Gavilán |  |  | Juana de León López    | Juana de León López    | Juana de León López    | Juana de León López    | Juana de León López    | Juana de León López    |  |  | Tomás de Gallegos | Tomás de Gallegos | Tomás de Gallegos | Tomás de Gallegos | Tomás de Gallegos | Tomás de Gallegos |